# Kamenná Baba
Kamenná Baba je národní přírodní rezervace v oblasti Prešov.
Nachází se v katastrálním území obce Lipovce v okrese Prešov v Prešovském kraji. Území bylo vyhlášeno či novelizováno v roce 1964 na rozloze 127,59 ha. Ochranné pásmo nebylo stanoveno.